# I Am a Camera
I Am a Camera ist ein in der ausgehenden Weimarer Republik spielendes, britisches Filmdrama aus dem Jahre 1955 von Henry Cornelius, der hier „seine eigenen Berliner Erfahrungen der frühen 30er Jahre einflechten“ konnte. Die Hauptrollen verkörperten die US-Amerikanerin Julie Harris, die wenige Jahre zuvor mit der Sally Bowles auch in der Broadwayfassung zu sehen gewesen war, und der naturalisierte Brite Laurence Harvey. Die nach Christopher Isherwoods Roman The Berlin Stories und John Van Drutens Bühnenstück I Am a Camera gestaltete Leinwandadaption wurde 1971 in München ungleich prominenter und erfolgreicher von Bob Fosse unter dem Titel Cabaret mit Liza Minnelli neuverfilmt.

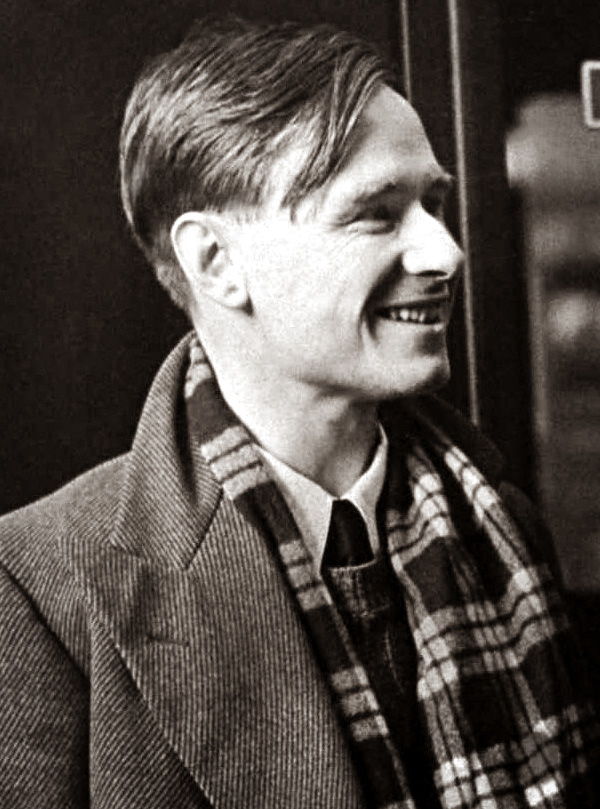
Steht im Zentrum der Handlung und verfasste die literarische Vorlage: Christopher Isherwood (1938)

## Handlung
London in den frühen 1950er Jahren: Der Schriftsteller Christopher Isherwood besucht eine Feier zu Ehren einer Autorin, die im Rahmen dieser Festivität ihre Memoiren vorstellen möchte. Er ist überrascht, dass es sich dabei Sally Bowles handelt, eine Amerikanerin, die er rund zwanzig Jahre zuvor in Berlin kennen gelernt hatte.
Rückblende: Berlin, Silvester 1931. Isherwood ist pleite und als Nachwuchsautor frustriert, als sein deutscher Freund Fritz Wendel ihn dazu überredet, einen Nachtclub zu besuchen, um sich den Auftritt von Fritzens neuer Geliebten Sally, einer Entertainerin, anzusehen. Fritz hofft, eines Tages, wenn Sally einmal groß herausgekommen sein wird, von ihrem Verdienst als Filmstar leben zu können. Seine Wunschvorstellungen brechen schlagartig in sich zusammen, als er ihren Verlobten Pierre sieht, mit dem sie noch in dieser Nacht nach Paris aufbrechen will. Doch Pierre ist ein Windhund und macht sich stattdessen mit Sallys Geld aus dem Staub. Isherwood hat Mitleid mit ihr und lädt sie daraufhin ein, in seiner Pension zu übernachten. Sally erhält von Christopher dessen Zimmer, während der Engländer in ein kleineres Zimmer umzieht.
Während sich die beiden in den nächsten Wochen und Monaten freundschaftlich annähern, leidet Isherwood auch weiterhin unter einer Schreibblockade. Sally wiederum hat Schwierigkeiten, ein Anschlussengagement zu finden. Christopher versucht, seinen Frust zu überbrücken, in dem er Sally Avancen macht, aber die ist an ihm nur als Freund interessiert und will keine Beziehung. Sie meint, dies würde beider Freundschaft zerstören. Nach einem langen Winter kehrt 1932 der Frühling nach Berlin zurück und weckt in den beiden die Lebensgeister. Eines Tages sitzen Christopher und Sally in einem Café, und man bestellt sich einen Champagner-Cocktail. Sally konsumiert weit mehr Cocktails und Kaviar, als sich beide leisten können. Sie werden vom wohlhabenden US-Gesellschaftslöwen Clive Mortimer aus ihrer prekären Situation befreit, als dieser ihre Rechnung bezahlt und sie auf eine Tour durch Berliner Nachtlokale mitnimmt. So beginnt eine turbulente Dreier-Beziehung, die auch eine geplante Reise nach Hawaii beinhaltet. Diese Reise findet jedoch nie statt, da Clive den beiden Freunden telegrafiert, dass sich seine Pläne geändert haben. Daraufhin kommt es zu einem heftigen Streit zwischen Isherwood und Sally, der ihre Beziehung zu zerbrechen droht. Sally will nun unbedingt Berlin verlassen.
Derweil hat Fritz die reiche Jüdin Natalia Landauer kennen gelernt und sich Hals über Kopf in sie verliebt. Doch die junge Frau zögert und verhält sich bezüglich seiner Avancen, ihr Herz zu erobern, merkwürdig reserviert. Natalia ist eine Kaufhauserbin und zugleich Christophers Englischschülerin. Fritz verzweifelt zunehmend, ahnt er doch nicht, dass Natalia den ansteigenden Antisemitismus in Deutschland fürchtet und sich daher auf eine Beziehung mit dem als nichtjüdisch vermuteten Fritz nicht einlassen möchte. Sally rät Fritz in ihrer Unverblümtheit, kurzerhand Natalia mit seiner Männlichkeit geradewegs „zu erobern“, auch sexuell. Fritz startet einen Versuch, hat damit aber keinen Erfolg. Im Gegenteil: Natalia will nun Fritz überhaupt nicht mehr sehen. Als er sich mit Christopher austauscht, gesteht er, dass er Jude sei und dies jahrelang verheimlicht habe, fortan aber nicht mehr seine religiöse Herkunft verstecken wolle. Tatsächlich ändert sich eines Tages seine Situation zum Besseren, und auch Natalia kann und will gegenüber Fritz nicht länger verhehlen, dass sie ihn ebenfalls liebt. Fritz und Natalia teilen ihren Freunden Christopher und Sally mit, dass sie heiraten und in die Schweiz auswandern werden.
Zwischenzeitlich hat Isherwood versucht, nach dem Bruch mit Sally sein Leben neu zu ordnen. Angewidert von dem Nazi-Mob, der immer unverhohlener seine hässliche, antisemitische Fratze zeigt und auf der Straße gegen Juden zu hetzen beginnt, legt sich der eigentlich eher unpolitische Christopher Isherwood mit mehreren braunen Schlägern an … und zieht prompt den Kürzeren. Als er nach Hause zurückkehrt, stellt er fest, dass Sally die gemeinsame Wohnung, anders als angekündigt, noch nicht verlassen hat. Verzweifelt gesteht sie ihm, dass sie schwanger sei. Als verantwortungsbewusster Gentleman macht Christopher ihr daraufhin einen Heiratsantrag, den Sally jedoch ablehnt. Da ein Baby überhaupt nicht in ihre Lebensplanung passt, macht sie Christopher klar, dass sie abtreiben werde. Isherwood kann diese Entscheidung zwar nicht verstehen, steht aber auch diesmal ihr zur Seite. Er verfasst einen Bericht über seine Prügelei mit den Nazis und verkauft die Geschichte als „Portrait of Berlin“ an eine amerikanische Zeitschrift, um mit dem dafür erhaltenen Geld Sallys Schwangerschaftsabbruch zu ermöglichen. Der Zeitungsredakteur ist begeistert von Isherwoods Reportage, beauftragt diesen daraufhin, eine Reihe von Porträts europäischer Städte zu schreiben, und erwartet, dass Isherwood am nächsten Tag aus Berlin abreist. Als Christopher nach Hause zurückkehrt, hat Sally ihre Meinung geändert: Sie beabsichtigt nun, das Baby zu behalten und Christopher zu heiraten. Am nächsten Morgen erzählt Sally ihm, dass sie sich vertan habe, und in Wirklichkeit nie schwanger war. Sie verlässt Berlin und geht nach Paris, auf der Suche nach einem Filmfirmenboss, mit dem Clive sie einst in Kontakt gebracht hatte.
Wieder zurück in der Gegenwart: Christopher und Sally kommen nach ihrer Wiederbegegnung auf der Londoner Fete erneut zusammen. Als Isherwood erfährt, dass Sally schon wieder mittellos und obdachlos ist, lädt er sie ein, in seinem Gästezimmer zu übernachten. Wie weit dies die Chance für einen Beziehungsneubeginn beinhaltet, bleibt offen.

## Produktionsnotizen
Die Dreharbeiten zu I Am a Camera begannen Mitte Oktober 1954, im Frühjahr 1955 war der Film fertig gestellt, sodass er Anfang Mai 1955 erstmals in Augenschein genommen werden konnte. Die offizielle Uraufführung fand am 21. Juli desselben Jahres statt. In Deutschland wurde I Am a Camera nie gezeigt.
Jack Clayton übernahm die Produktionsleitung, Die Filmbauten gestaltete William Kellner, die Kostüme entwarf Raemonde Rahvis. Muir Mathieson übernahm die musikalische Leitung. Norman Warwick war einfacher Kameramann. Von Ralph Maria Siegel wurde mindestens ein Musikstück übernommen.

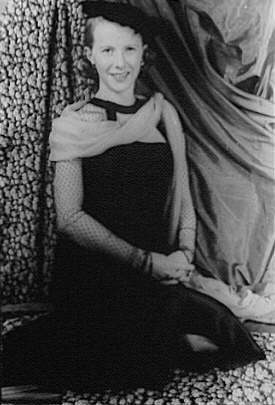
Hauptdarstellerin Julie Harris als Sally Bowles in ihrer Bühnenpräsentation von I Am a Camera (Mai 1952)

## Wissenswertes
Die literarische Vorlage zu I Am a Camera wurde am 28. November 1951 im Empire Theatre am Broadway in New York City uraufgeführt und lief über 214 Vorstellungen, bevor das Stück am 12. Juli 1952 seine letzte Vorstellung hatte. Diese Theaterproduktion war ein von der Kritik gefeierter Erfolg, sowohl für Julie Harris als unbekümmerte Sally Bowles, die ihr den ersten von fünf Tony Awards ihrer Karriere als beste Hauptdarstellerin in einem Theaterstück einbrachte, als auch für Marian Winters, die sowohl den Theatre World Award als auch den Tony gewann. Das Stück brachte überdies Autor John Van Druten den New York Drama Critics’ Circle.

## Kritiken
Bosley Crowther von der New York Times verriss den Film weitgehend und nannte ihn “trügerisch, unsensibel, oberflächlich und einfach nur billig”. Bei I Am a Camera handele es sich “um eine Reihe von Schnappschüssen einer amoralischen und exzentrischen Dame, die sich in hektischer und aberwitziger Weise im finsteren Berlin der Vor-Hitler-Ära herumtreibt.” Auch die schauspielerischen Leistungen wurden kaum gelobt, Shelley Winters in der Rolle der Natalia Landauer beispielsweise wirke “blass und bedeutungslos als reiche, langweilige Jüdin”.
Das Fachblatt Variety kam zu folgendem Schluss: Der Film sei zwar „nicht rundum zufriedenstellend“, habe aber „seine Momente“. Darüber hinaus wurde Julie Harris‘ Leistung gelobt.
Der Movie & Video Guide nannte die Filmversion eine „intelligente Adaption“ des Van Druten-Stücks und lobte Julie Harris’ schauspielerische Leistung als ein schieres „Vergnügen“.
Halliwell‘s Film Guide hingegen charakterisierte den Film als eine „flache und schlaffe Behandlung“ der Bühnenvorlage und resümierte: „Enttäuschend unelegant“.